# Mr. Lordi

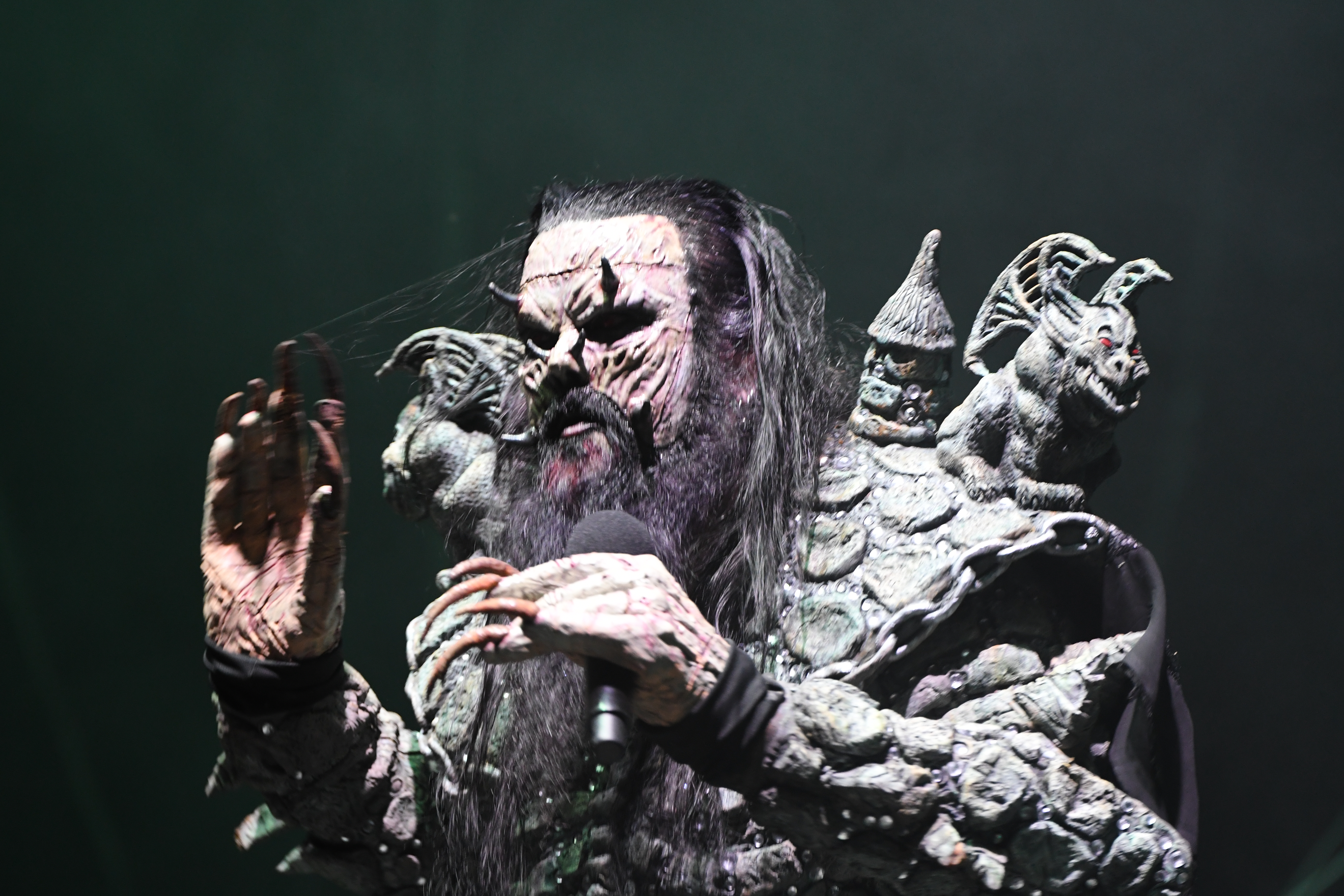
Mr. Lordi 2023.

Tomi Putaansuu (Rovaniemi, 15 februari 1974), beter bekend als Mr. Lordi, is de zanger en de oprichter van de band Lordi.
Vanaf achtjarige leeftijd leerde hij gitaar, bas en drums spelen en begon hij muziek van de band KISS te beluisteren. Hij is een groot liefhebber van de hardrock van de jaren tachtig, waarmee de muziekstijl van zijn band voor een groot deel verklaard is. Mr. Lordi studeerde filmmechanica in Tornio. Voor zijn groep doet hij bijna alles zelf. Zo schrijft hij zelf de scripts voor zijn videoclips, ontwerpt zijn eigen T-shirts, verzorgt de vormgeving van de albums, ontwerpt de kostuums en nog veel meer.
Mr. Lordi is niet alleen bekend als zanger: ook is hij een bekend schilder en eigenaar van een restaurantketen genaamd "Rocktaurant". Hij is tevens voorzitter van de officiële KISS-fanclub: Kiss Army Finland.
Mr. Lordi's kostuum heeft uitklapbare vleermuisvleugels en 35 cm hoge plateauzolen. In de Arockalypse-periode had Mr. Lordi leds (lampjes) in de ogen van de schedel op zijn rechterknie, in de periode van Deadache werden de lampjes verplaatst naar zijn schouderbladen. Tegenwoordig draagt hij ze niet meer.
Mr.Lordi is gehuwd. Zijn trouwdag liep twee maanden vertraging op door de onverwachte overwinning van het Eurovisiesongfestival 2006 in Athene. Er werd geen pers toegelaten in de kerk (mogelijk vanwege de beschuldigingen van satanisme aan het adres van de band). Tijdens zijn huwelijk had Lordi zijn masker niet op.
- Gemeinsame Normdatei: 135468647
- International Standard Name Identifier: 0000 0001 1462 3995
- Library of Congress Control Number: n2009033841
- MusicBrainz: 76fd67cd-f23e-4f7c-a836-2b29adefd775
- Nationale Bibliotheek van Tsjechië: xx0083491
- Système universitaire de documentation: 163952256
- Virtual International Authority File: 90418392